# Josef Baše (voják)
Josef Baše (10. března 1897 Jičín – 9. dubna 1943 Berlín- Plötzensee) byl československý legionář, podplukovník československé armády, velitel Obrany národa v Berouně, popravený nacisty.

## Život
Studoval na reálce a poté na učitelském ústavu. Pracoval jako učitel. Byl členem Sokola. V 1. světové válce byl zařazen k 11. zeměbraneckému pěšímu pluku. V prosinci 1914 byl na srbské frontě zraněn. Po vyléčení byl zařazen k 28. zeměbraneckému pěšímu pluku. Dne 3. 9.1915 byl zajat v Rovně. Dne 6.9.1915 se stal příslušníkem československých legií. Dne 12. 6. 1917 byl převelen k 8. střeleckému pluku československých legií v Rusku. Do vlasti se vrátil v červnu 1920, vstoupil do československé armády, ve které sloužil v Turnově, Bratislavě, Trnavě, naposled pak u 38. pěšího pluku v Berouně. Po německé okupaci Čech, Moravy a Slezska se stal velitelem Obrany národa v Berouně. Koncem února 1940 byl zatčen a dne 20. ledna 1943 byl (spolu s Františkem Antropiusem) odsouzen k trestu smrti. Dne 9. dubna 1943 byl v Berlíně, Plötzensee popraven gilotinou.